# 斯克里布路
斯克里布路（Rue Scribe）est une voie du 巴黎第九区的一条街道，长280米，宽22米。始于嘉布遣大道（boulevard des Capucines）12号，向东北方向延伸，穿过奥伯路（rue Auber），沿着巴黎歌剧院和夏尔·加尼叶广场（place Charles-Garnier），在达基列夫广场（place Diaghilev）与马蒂兰路（rue des Mathurins）交汇，经莫加多路（rue de Mogador）延伸到奥斯曼大道。它是法兰西第二帝国在19世纪进行的巴黎改造的一部分，绍塞当坦区（Chaussée-d'Antin）的改建包括巴黎歌剧院的建设。
附近的地铁站有歌剧院站（Opéra）和绍塞当坦-拉法耶特站（Chaussée d'Antin - La Fayette） 以及大区快铁A线的奥柏站（Auber）。

## 路名

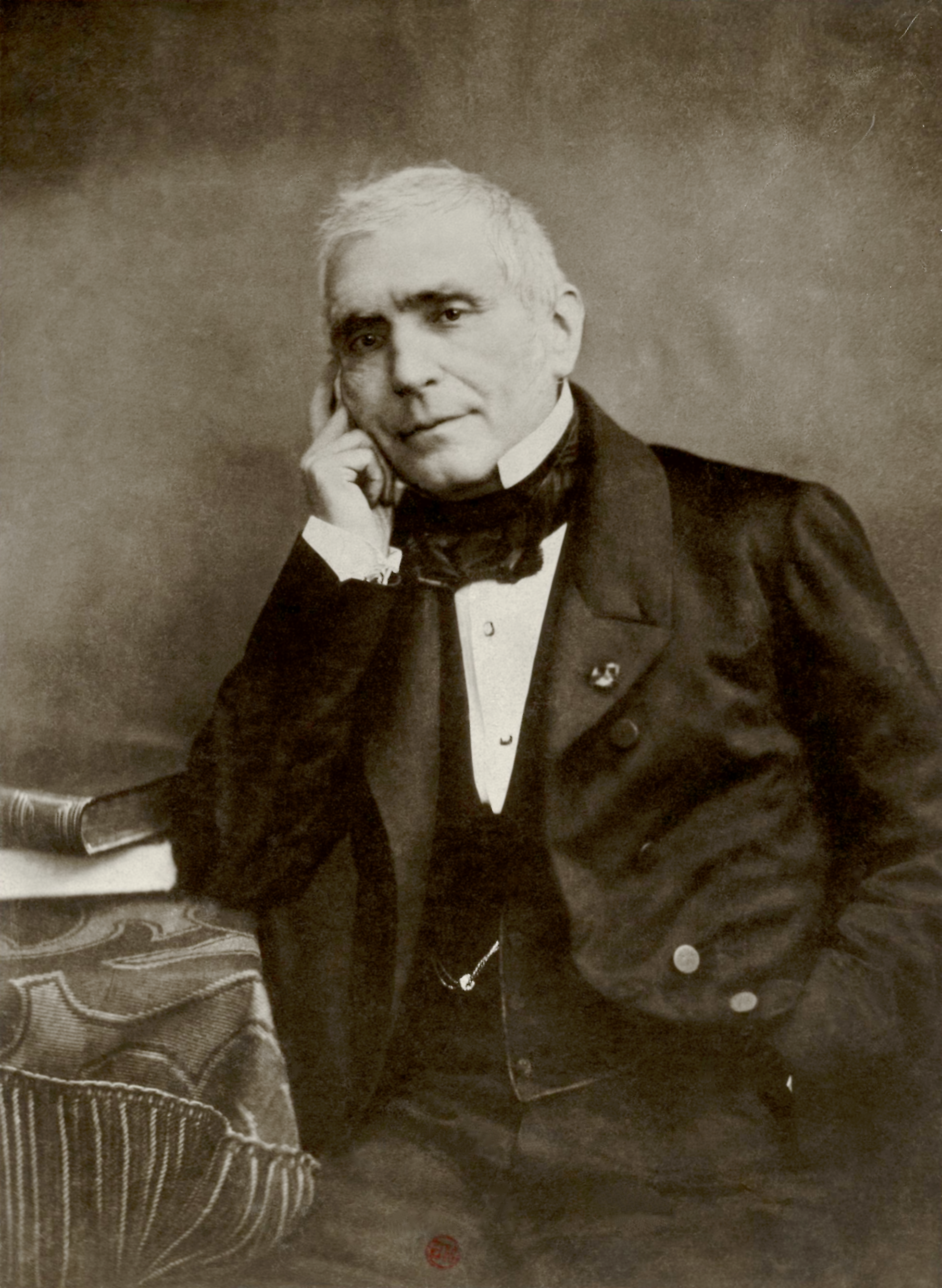
斯克里布
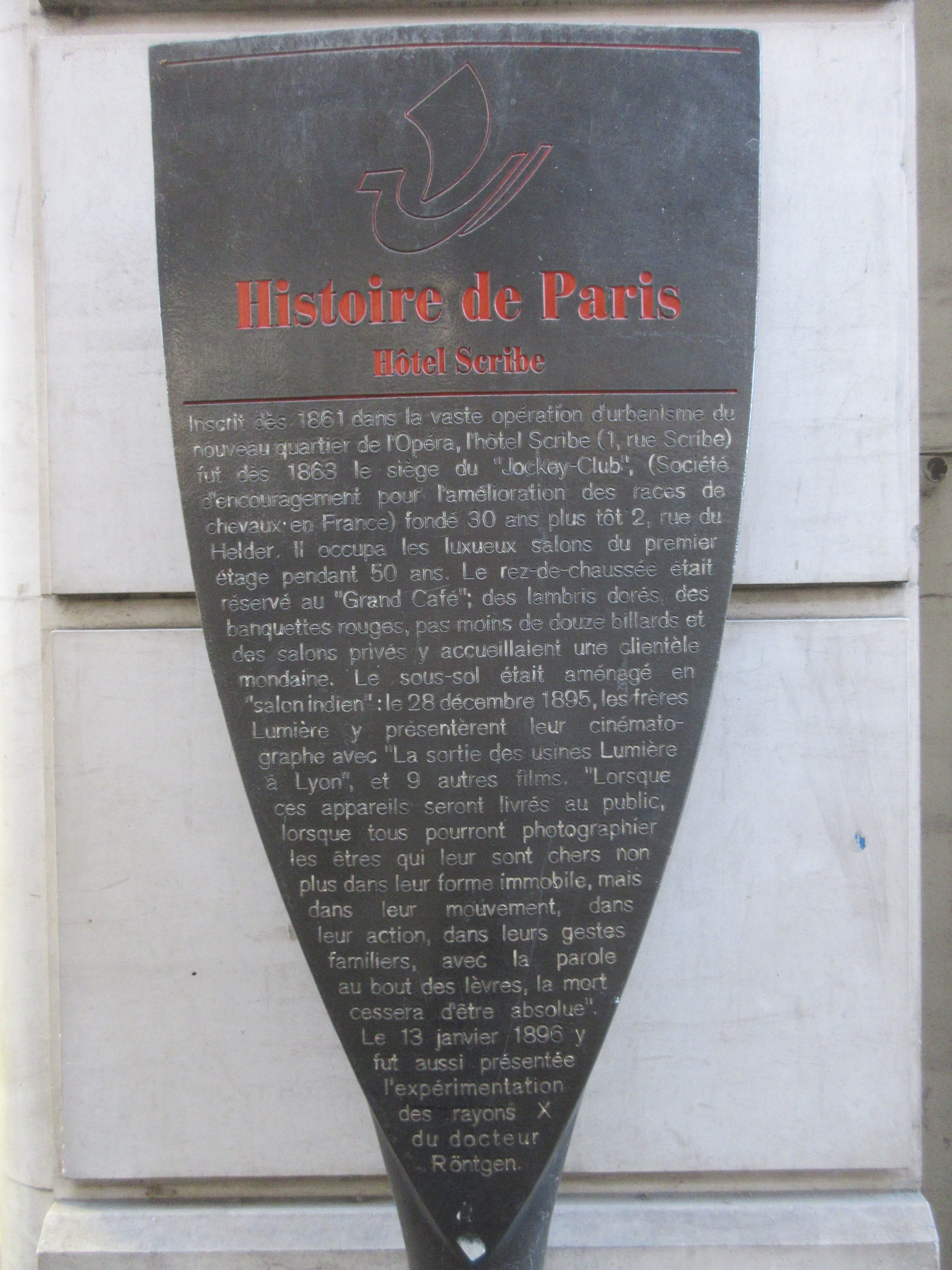
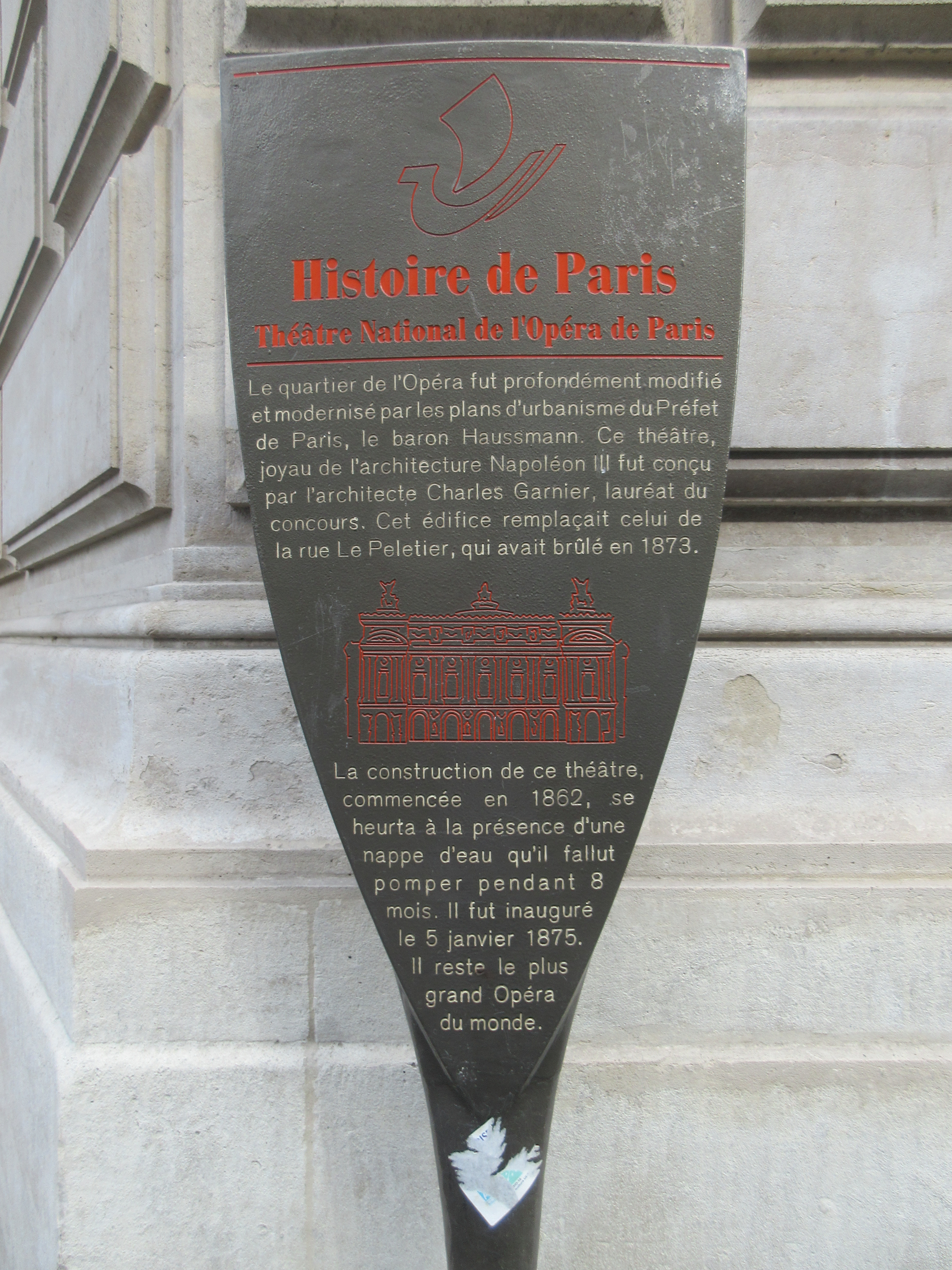

斯克里布路得名于剧作家斯克里布（Eugène Scribe，1791-1861）。由于它靠近歌剧院，在1864年3月2日命名。

## 历史
斯克里布路是根据1860年9月29日的法令开辟，介于嘉布遣大道和马蒂兰路（rue des Mathurins）之间。嘉布遣大道与奥伯路（rue Auber）之间的部分宽度由20米增加到22米。该法令规定马蒂兰路（rue des Mathurins）与奥斯曼大道之间的部分并入达基列夫广场。

## 建筑
- 1号 : 原巴黎骑师俱乐部、斯克里布饭店，由佩雷尔兄弟建造[1]
- 2 - 6号 : 原“大饭店”（Grand Hôtel），由佩雷尔兄弟建造[1] ，现在是巴黎洲际大酒店（InterContinental Paris Le Grand）。入口设在歌剧院广场。1975年8月22日，其立面和屋顶列为法国历史遗迹[2]。
- 6, 11, 11 b, 15 - 17号 : 作为歌剧院周围建筑物，立面和街道屋顶于1977年12月30日列为法国历史遗迹[3]
- 31号: